# Vallvik
Den här artikeln handlar om tätorten Vallvik i Sverige. För den finska byn, se Vallvik, Korsholms kommun.
Vallvik är en tätort i Söderhamns kommun.
Vallvik ligger cirka 20 kilometer söder om Söderhamn vid Ljusnans utlopp, Ljusnefjärden. 

## Historia
Vallviks bruk började byggas 1907 och är ett sulfatmassebruk som tillhör Rottneros AB. 

### Befolkningsutveckling
| Befolkningsutvecklingen i Vallvik 1950–2020 | Befolkningsutvecklingen i Vallvik 1950–2020 | Befolkningsutvecklingen i Vallvik 1950–2020 | Befolkningsutvecklingen i Vallvik 1950–2020 | Befolkningsutvecklingen i Vallvik 1950–2020 |
| ------------------------------------------- | ------------------------------------------- | ------------------------------------------- | ------------------------------------------- | ------------------------------------------- |
|                                             |                                             |                                             |                                             |                                             |
| År                                          |                                             |                                             | Folkmängd                                   | Areal (ha)                                  |
| 1950                                        | 1950                                        |                                             | 835                                         |                                             |
| 1960                                        | 1960                                        |                                             | 947                                         |                                             |
| 1965                                        | 1965                                        |                                             | 869                                         |                                             |
| 1970                                        | 1970                                        |                                             | 773                                         |                                             |
| 1975                                        | 1975                                        |                                             | 786                                         |                                             |
| 1980                                        | 1980                                        |                                             | 632                                         |                                             |
| 1990                                        | 1990                                        |                                             | 494                                         | 123                                         |
| 1995                                        | 1995                                        |                                             | 414                                         | 123                                         |
| 2000                                        | 2000                                        |                                             | 335                                         | 123                                         |
| 2005                                        | 2005                                        |                                             | 288                                         | 123                                         |
| 2010                                        | 2010                                        |                                             | 258                                         | 123                                         |
| 2015                                        | 2015                                        |                                             | 242                                         | 95                                          |
| 2020                                        | 2020                                        |                                             | 233                                         | 101                                         |
|                                             |                                             |                                             |                                             |                                             |

## Samhället
I samhället finns gamla arbetarbostäder som är ritade av Torben Grut. Vallvik, som ligger vid den så kallade Jungfrukusten (uppkallad efter Storjungfrun), har en camping och badstrand med beachvolleybollplan.